# Vicariato apostólico de San Andrés y Providencia
El vicariato apostólico de San Andrés y Providencia (en latín: Vicariatus Apostolicus Sancti Andreae et Providentiae) es una circunscripción eclesiástica de la Iglesia católica en Colombia. Se trata de un vicariato apostólico latino, inmediatamente sujeto a la Santa Sede (agregado a la provincia eclesiástica de Cartagena). Desde el 16 de abril de 2016 su vicario apostólico es el obispo Jaime Uriel Sanabria Arias.

## Territorio y organización
El vicariato apostólico tiene 52 km² y extiende su jurisdicción sobre los fieles católicos de rito latino residentes en el departamento del Archipiélago de San Andrés, Providencia y Santa Catalina.
La sede del vicariato apostólico se encuentra en la ciudad de San Andrés, en donde se halla la Catedral de la Sagrada Familia.
En 2022 en el vicariato apostólico existían 12 parroquias:
- Catedral de la Sagrada Familia (Avenida San Luis, San Andrés);
- Cuasi Parroquia la Divina Misericordia;
- Cristo Salvador (Punta Hansa, San Andrés);
- El Carmelo (Rock Hole, San Andrés);
- Nuestra Señora de Los Dolores	(La Florida, Providencia);
- Nuestra Señora del Carmen (San Felipe, Providencia);
- Sagrado Corazón de Jesús (Natania, San Andrés);
- San Francisco de Asís	(La Loma, San Andrés);
- San José (Sound Bay, San Andrés);
- San Judas Tadeo (Sarie Bay, San Andrés);
- Divina Misericordia (Morris Landing);
- Santa María Estrella del Mar (San Luis, San Andrés).[3]

## Historia

### Antecedentes
En tiempos de la colonia la Iglesia católica tuvo presencia en estas islas. En forma continua la evangelización comenzó en el año 1900 cuando el sacerdote alemán Albert Stroebelle, trabajando en los Estados Unidos de América, oyó hablar de que en estas islas no había sacerdotes y solicitó el permiso a su obispo para viajar a ese lugar. 
Cuando llegó se dio cuenta de que sólo existía la Iglesia bautista establecida desde 1884. No obstante comenzó la obra evangelizadora. Cuenta él mismo que en la isla de Providencia, al predicar durante la cuaresma en una iglesia bautista, por invitación del pastor Eusebio Howard, sobre la pasión y muerte de Jesucristo, convirtió a la fe católica a toda la comunidad con su pastor a la cabeza, formando así la primera comunidad católica, bajo la advocación de Nuestra Señora de los Dolores y teniendo como templo el que antes era iglesia bautista de Bethel. 
Al padre Stroebelle se le unió el sacerdote estadounidense Timothy Saint John, quien trabajó en la misión hasta 1910. Al morir, la misión pasó al Instituto Saint Joseph of the Sacred Herat de los Estados Unidos. Ese instituto envió a las islas a dos de sus miembros que se sucedieron el uno al otro durante el período de 1910 a 1913. Fueron estos el padre John Joseph Albert y el padre James Bartholomew. 

### Misión sui iuris
Tras la solicitud del arzobispo de Cartagena, Pedro Adán Brioschi, quien encontraba difícil atender dicha porción de su jurisdicción a causa de la distancia y las dificultades de transporte, la Santa Sede estableció la misión sui iuris, el 20 de junio de 1912, separando el territorio de la arquidiócesis de Cartagena de Indias, y encargándola a los padres ingleses de la Sociedad Misionera de San José de Mill Hill (St. Joseph's Missionary Society of Mill Hill) de Londres. 
Los misioneros arribaron a San Andrés a principios de 1913 y trabajaron hasta 1926, cuando por disposición de la Sagrada Congregación de Propaganda Fide, entregaron la misión a los padres Capuchinos de la provincia de Valencia (España), quienes continuaron la obra evangelizadora enfocados en tres frentes: pastoral catequética, educación y promoción social. 

### Prefectura apostólica
En 1946, por decreto del 14 de noviembre, la misión se erigió en prefectura apostólica. Al lado de los padres capuchinos y desde el principio, las Hermanas Terciarias Capuchinas trabajaron en la formación de la población infantil y juvenil fundando y dirigiendo el Colegio de la Sagrada Familia, desde el que se afianzó la fe, y se colaboró en el desarrollo de las islas. 
A partir de 1941 se ordenó el primer sacerdote nativo, el padre Eusebio Howard, al que siguieron los padres Martín Taylor, José Archbold, Benito Hufffington y Marcelino Hudgson. 

### Vicariato apostólico
El 5 de diciembre de 2000 la prefectura apostólica fue elevada al vicariato apostólico mediante la bula De Evangelii proclamatione del papa Juan Pablo II. Como su primer obispo se nombró a Eulises González Sánchez, quien tomó posesión el 1 de abril de 2001.
El 25 de junio de 2016 se posesionó como segundo vicario apostólico Jaime Uriel Sanabria.

## Estadísticas
Según el Anuario Pontificio 2023 el vicariato apostólico tenía a fines de 2022 un total de 36 400 fieles bautizados.
| Año                                                                             | Población | Población | Población      | Sacerdotes | Sacerdotes | Sacerdotes | Católicos por sacerdote | Diáconos permanentes | Religiosos | Religiosos | Parroquias y cuasiparroquias |
| Año                                                                             | Católicos | Total     | % de católicos | Total      | Diocesanos | Regulares  | Católicos por sacerdote | Diáconos permanentes | Masculinos | Femeninos  | Parroquias y cuasiparroquias |
| ------------------------------------------------------------------------------- | --------- | --------- | -------------- | ---------- | ---------- | ---------- | ----------------------- | -------------------- | ---------- | ---------- | ---------------------------- |
| 1950                                                                            | 1546      | 7500      | 20.6           | 5          | 1          | 4          | 309                     |                      | 4          | 20         | 2                            |
| 1965                                                                            | 8900      | 15 600    | 57.1           | 8          | 3          | 5          | 1112                    |                      | 10         | 23         | 4                            |
| 1968                                                                            | 13 400    | 17 500    | 76.6           | 9          | 4          | 5          | 1488                    |                      | 6          | 26         | 7                            |
| 1976                                                                            | 17 500    | 24 500    | 71.4           | 7          | 3          | 4          | 2500                    |                      | 9          | 27         | 5                            |
| 1980                                                                            | 20 500    | 30 800    | 66.6           | 6          | 2          | 4          | 3416                    |                      | 9          | 25         | 6                            |
| 1990                                                                            | 34 000    | 55 000    | 61.8           | 8          | 4          | 4          | 4250                    |                      | 5          | 26         | 7                            |
| 1999                                                                            | 50 250    | 79 250    | 63.4           | 8          | 5          | 3          | 6281                    |                      | 4          | 26         | 8                            |
| 2000                                                                            | 32 420    | 53 562    | 60.5           | 10         | 5          | 5          | 3242                    | 2                    | 6          | 26         | 8                            |
| 2001                                                                            | 33 910    | 57 937    | 58.5           | 10         | 5          | 5          | 3391                    | 2                    | 5          | 26         | 9                            |
| 2002                                                                            | 42 000    | 70 000    | 60.0           | 12         | 9          | 3          | 3500                    | 2                    | 4          | 24         | 9                            |
| 2003                                                                            | 44 000    | 75 000    | 58.7           | 13         | 9          | 4          | 3384                    | 2                    | 5          | 26         | 9                            |
| 2004                                                                            | 50 000    | 80 000    | 62.5           | 14         | 9          | 5          | 3571                    | 2                    | 6          | 26         | 9                            |
| 2010                                                                            | 63 000    | 92 000    | 68.5           | 17         | 2          | 19         | 3315                    | 2                    | 2          | 15         | 10                           |
| 2014                                                                            | 66 500    | 96 000    | 69.3           | 14         | 12         | 2          | 4750                    | 3                    | 2          | 10         | 11                           |
| 2017                                                                            | 67 000    | 93 000    | 72.0           | 14         | 12         | 2          | 4785                    | 3                    | 2          | 10         | 11                           |
| 2020                                                                            | 66 530    | 97 240    | 68.4           | 7          | 6          | 1          | 9504                    | 5                    | 1          | 11         | 12                           |
| 2022                                                                            | 36 400    | 68 700    | 53.0           | 8          | 6          | 2          | 4550                    | 5                    | 4          | 9          | 12                           |
| Fuente: Catholic-Hierarchy, que a su vez toma los datos del Anuario Pontificio. |           |           |                |            |            |            |                         |                      |            |            |                              |

## Episcopologio

### Superior de misión
| Nombre                    | Nombrado por | Episcopado | Episcopado | Destino  |
| Nombre                    | Nombrado por | Comienzo   | Final      | Destino  |
| ------------------------- | ------------ | ---------- | ---------- | -------- |
| Riccardo Turner, M.H.M. † | Pío X        | 1912       | 1926       | Falleció |

### Prefectos apostólicos
| Nombre                                     | Nombrado por | Episcopado          | Episcopado              | Comentarios |
| Nombre                                     | Nombrado por | Comienzo            | Final                   | Comentarios |
| ------------------------------------------ | ------------ | ------------------- | ----------------------- | ----------- |
| Eugenio da Carcagente, O.F.M.Cap. †        | Pío XII      | 23 de julio de 1926 | 21 de octubre de 1952   | Falleció    |
| Gaspar de Orihuela, O.F.M.Cap. †           | Pío XII      | 9 de enero de 1953  | 1965                    | Falleció    |
| Alfonso Robledo de Manizales, O.F.M.Cap. † | Pablo VI     | 11 de enero de 1966 | 1972                    | Falleció    |
| Antonio Ferrándiz Morales, O.F.M.Cap. †    | Pablo VI     | 24 de marzo de 1972 | 10 de noviembre de 1998 | Falleció    |

### Vicarios apostólicos
| Nombre                     | Nombrado por  | Episcopado                   | Episcopado          | Comentarios |
| Nombre                     | Nombrado por  | Comienzo                     | Final               | Comentarios |
| -------------------------- | ------------- | ---------------------------- | ------------------- | ----------- |
| Eulises González Sánchez   | Juan Pablo II | 5 de diciembre de 2000       | 16 de abril de 2016 | Retirado    |
| Jaime Uriel Sanabria Arias | Francisco     | Desde el 16 de abril de 2016 |                     |             |